# Баранець (кераміка)

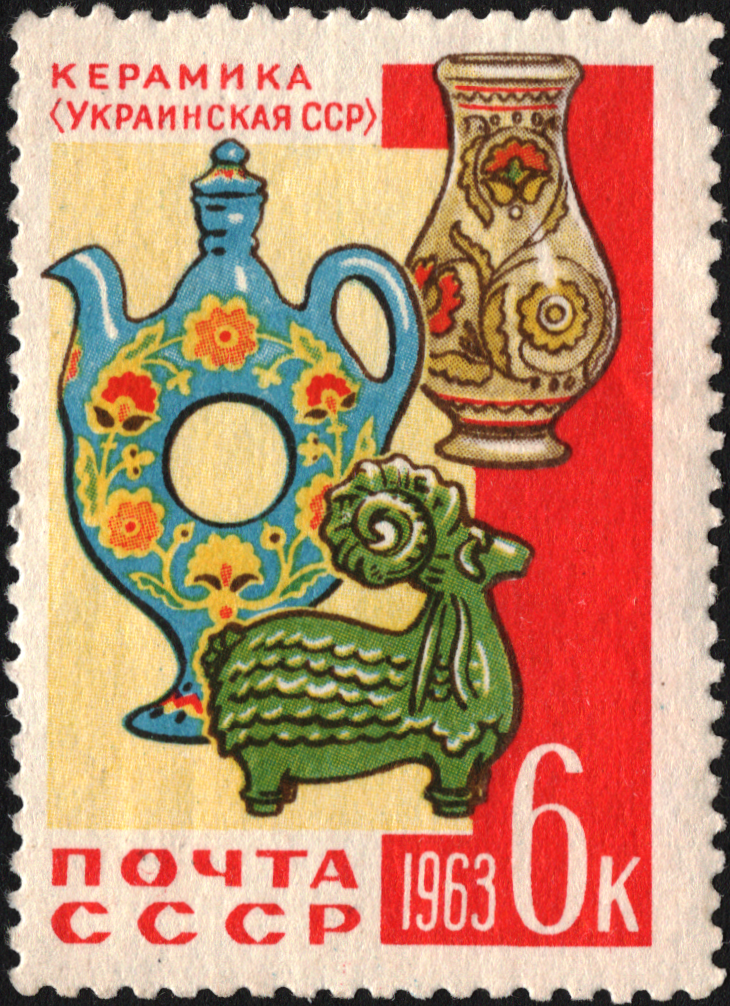
Баранець на марці СРСР

Баранець — форма української декоративної посудини з кераміки, оздоблена ліпними або розмальованими прикрасами та кольоровою поливкою. В основі форми — традиційна (відома на Україні з 15 ст.) посудина у вигляді барана. Баранці українських майстрів І. Гончара, І. Білика, Д. Головка здобули визнання на міжнародних виставках.